# Submariner (revue)
Pour les articles homonymes, voir Submariner.
Submariner est une publication Arédit/Artima qui parut sous deux formes différentes dans deux collections de cet éditeur entre décembre 1976 et octobre 1980, consacrée au super-héros Marvel Namor.
Une première série petit format noir et blanc paraît de décembre 1976 à décembre 1978 dans la Collection Flash (15 numéros). Elle publie en français les comics Submariner, Avengers, ainsi que quelques numéros de Journey into Mystery ou Tales of Suspense.
Une seconde série, en albums couleurs grand format, Namor, y fait suite dans la Collection Artima Color Marvel Superstar, à partir de septembre 1979 jusqu'à octobre 1980 (10 numéros), qui publie pêle-mêle les mêmes comics, ainsi que certains numéros de Defenders et la première apparition du nouvel Homme-fourmi, Scott Lang.